# Rogoz de Beliu, Arad
Rogoz de Beliu este un sat în comuna Craiva din județul Arad, Crișana, România.
Inainte aici exista o biserica de lemn din prima jumatate a secolului al XVIII-lea. Traditia locala mentioneaza ca biserica ar fi fost construita in 1645. Avea hramul "Adormirea Maicii Domnului" iar in 1867 i-a fost adaugat turnul suferind si mai multe modificari. Din anul 1889 avea pictura interioara dupa cum reiesea dintr-o inscriptie de deasupra despartiturii dintre partea femeiasca si cea barbateasca. Biserica avea mai multe icoane pe lemn din secolul al XVIII-lea si din secolul XIX-lea.
In interior pictura provenita din secolul al XVIII-lea, atat cea de pe iconotas cat si cea de pe intreaga bolta a navei, este deosebit de remarcabila. E opera unui mester talentat anonim, al carui penel prezinta multa asemanare cu splendida pictura a bisericii de lemn din Ciuntesti, fiind pictata pe panza lipita pe placile de lemn.
Dupa 1990, constrindu-se o alta biserica din caramida, cea veche a fost demolata.

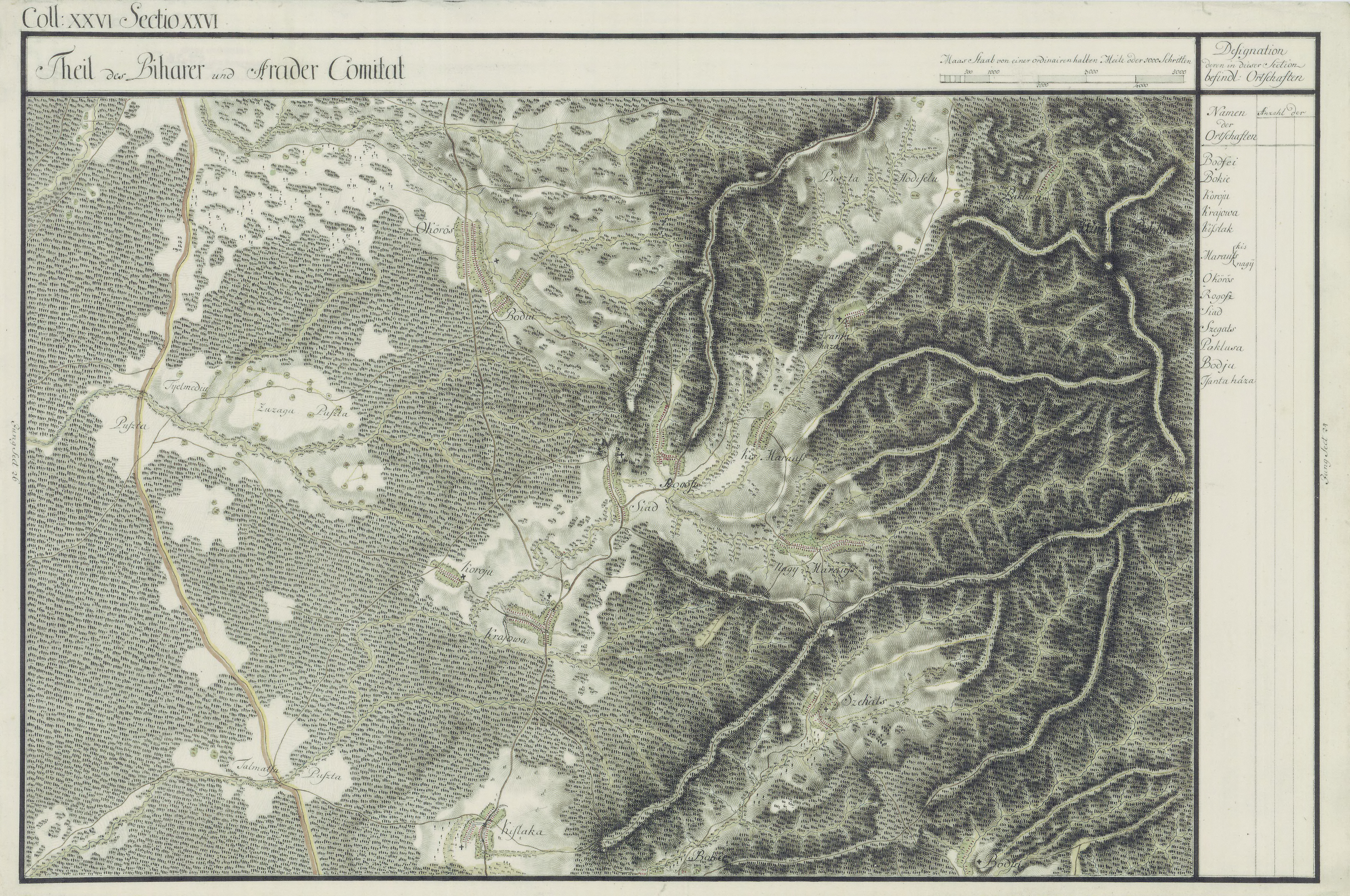
Rogoz de Beliu în Harta Iozefină a Comitatului Arad, 1782-85